# Mercedes Alonso
María de las Mercedes Alonso Gómez (Santander, 9 agosto 1940) è un'attrice spagnola.

## Biografia
Dotata di grande bellezza, negli anni cinquanta è stata protagonista di molti film in cui interpreta il ruolo della femme fatale a cui nessun uomo sa resistere. Tuttavia il grande successo arrivò solo nel 1961 con il film Margarita se llama mi amor per la regia di Ramón Fernández, che la trasformò in sex-symbol nazionale. 
Nel 1962 partecipa al film italo-spagnolo I motorizzati e nel 1965 è la protagonista del film Solo contro tutti, a fianco di Claudio Undari.
Tuttavia, da quel momento la sua carriera cinematografica inizia a declinare e torna davanti alla cinepresa in rare occasioni, tra cui Il nido (1980) e Más allá del jardín (1996). 
Ha partecipato a diversi programmi televisivi, tra cui Estudio 1 e la serie televisiva Suspiros de España (1974-1975), trasmessi dall'emittente TVE. 

## Filmografia parziale
- Las chicas de la Cruz Roja  (1958)
- Tenemos 18 años  (1959)
- Brevi amori a Palma di Majorca  (1959)
- Parque de Madrid  (1959)
- Soledad  (1959)
- Luna de verano  (1959)
- 15 bajo la lona  (1959)
- El cerro de los locos  (1960)
- Margarita se llama mi amor  (1961)
- Todos eran culpables  (1962)
- I motorizzati  (1962)
- I pistoleros di Casa Grande  (1964)
- Attento gringo... ora si spara (1964)
- Cavalca e uccidi (1964)
- Solo contro tutti  (1965)
- Il nido  (1980)
- El juguete rabioso  (1984)
- Sucedió en el internado  (1985)
- Los días de junio  (1985)
- Pasión lejana  (1986)
- Correccional de mujeres  (1986)
- Chorros  (1987)
- C'era un castello con 40 cani  (1990)
- Más allá del jardín  (1996)